# Pèlerins des nuages et de l'eau
Pèlerins des nuages et de l'eau, en chinois : 雲水群像 ; pinyin : yúnshuǐ qúnxiàng, prononcé en japonais Unsui Gunzo, est une œuvre de l'artiste japonais Torao Yazaki. Créée en 1971, il s'agit d'une sculpture en bronze représentant un groupe de pèlerins bouddhistes, située dans le bois de Vincennes à Paris, en France.

## Description
L'œuvre est une sculpture en bronze. Elle représente un groupe de sept pèlerins zen. Unsui, qui peut se traduire par nuage ou eau, désigne un moine zen mendiant.
Le patriarche assis en tailleur sur un large pavé de bronze. Un moine pieu se tient à sa gauche, en prière de la manière la plus respectueuse, c'est-à-dire les cinq parties du corps (tête, deux mains et deux jambes) touchant le socle. Un autre agenouillé à droite derrière du maître, et quatre sont debout derrière, un tête rasé et trois en chapeaux de paille, alignés deux par deux.
La sculpture repose sur un socle rectangulaire du même matériau, lui-même posé un socle plus grand, en pierres. L'un des côtés porte le nom de l'œuvre Unsui Gunzo 雲水群像, calligraphié en caractères chinois par le calligraphe Hiragushi. L'avant du socle comporte une autre plaque, qui explicite l'origine de l'œuvre, en français et en japonais.

## Histoire
L'œuvre est créée en 1971 par Torao Yazaki, un artiste japonais. C'est une copie d'une œuvre dont l'original se trouve au temple de Sojiji, sur la péninsule de Noto. Elle est offerte par le comité japonais de soutien à l'Institut international bouddhique. Elle est installée en 1972.

## Localisation
L'œuvre est située dans la partie occidentale du bois de Vincennes, légèrement au sud du lac Daumesnil, immédiatement à l'ouest du centre bouddhiste Kagyu-Dzong et de la pagode de Vincennes.